# Pena di morte nel mondo
La pena di morte è stata ampiamente utilizzata durante la storia dell'umanità. Al 2024 la maggior parte degli Stati l'ha abolita.

## Storia
Nella storia moderna il primo Stato che abolì la pena capitale per tutti i reati fu il Granducato di Toscana nel 1786, salvo però ripristinarla quattro anni dopo nel 1790. Nel XIX secolo essa fu abolita di nuovo dal granduca di Toscana limitatamente al territorio del neo-annesso Ducato di Lucca nel 1847 (abolizione quasi subito estesa d'altronde al resto del territorio granducale, ma poi di nuovo revocata nel 1852), dalla Repubblica Romana nel 1849, e dal Governo provvisorio della Toscana nel 1859. Nella seconda metà del secolo la pena di morte fu abolita in diversi paesi europei (San Marino, Romania, Portogallo e Paesi Bassi) ed extra-europei (Repubblica Bolivariana del Venezuela e Costa Rica). In Italia, dopo l'unificazione, la pena di morte vigente nel regno di Sardegna fu estesa a tutto il resto del paese, con l'eccezione della Toscana, che riuscì invece a mantenere in vigore il regime abolizionista adottato subito prima dell'unità. Con il nuovo Codice penale italiano del 1889, l'abolizione fu estesa a tutto il paese: restavano esclusi solo alcuni reati militari commessi in tempo di guerra, per i quali la pena capitale venne effettivamente e largamente applicata durante la prima guerra mondiale. Fu però reintrodotta anche per il tempo di pace, nel 1925, solo per attentati contro il duce e contro il re, poi per gravi reati comuni nel 1930, per essere infine abolita dalla Costituzione repubblicana nel 1948.
Negli ultimi decenni molti Stati l'hanno abolita.
Amnesty International distingue quattro categorie di Stati: in cinquantaquattro Stati al mondo la pena di morte è ancora prevista dal codice penale e utilizzata (colore rosso); ventitré Stati mantengono la pena di morte anche per reati comuni ma di fatto non ne hanno fatto uso per almeno dieci anni e non hanno intenzione di ricorrervi (colore arancione); in nove Stati è in vigore ma solo limitatamente a reati commessi in situazioni eccezionali, per esempio in tempo di guerra (colore verde chiaro); centotredici Stati l'hanno abolita completamente (colore verde scuro).
Vi sono tuttavia casi di Paesi che eseguono sporadicamente o sistematicamente esecuzioni in maniera extragiudiziale al di fuori quindi del loro stesso ordinamento giuridico.

La pena di morte nel mondo:
Abolita per tutti i crimini: 113
Riservata a circostanze eccezionali (come crimini commessi in tempo di guerra): 9
Non utilizzata da almeno dieci anni ma non abolita: 23
Utilizzata come forma di punizione legale: 54

     Abolita per tutti i crimini: 113
     Riservata a circostanze eccezionali (come crimini commessi in tempo di guerra): 9
     Non utilizzata da almeno dieci anni ma non abolita: 23
     Utilizzata come forma di punizione legale: 54

## Elenco alfabetico degli Stati suddivisi per continente
Questa lista è suscettibile di variazioni e potrebbe essere incompleta o non aggiornata.

### Africa
| Colore (vedi legenda) | Stato               | Ultima esecuzione                             | Anno abolizione                                            |
| --- | ------------------- | --------------------------------------------- | ---------------------------------------------------------- |
| | Algeria             | Agosto 1993                                   |                                                            |
| Tradimento e spionaggio; tentativi di rovesciamento del regime o azioni di incitamento, distruzione del territorio, sabotaggio a beni pubblici ed economici, strage e massacro, partecipazione a bande armate o movimenti insurrezionali, omicidio, contraffazione, atti di tortura e crudeltà, rapimento e furto aggravato. |                     |                                               |                                                            |
| | Angola              | 1977                                          | 1992 (dalla Costituzione)                                  |
| | Benin               | 1987                                          | 2010                                                       |
| Fino al 2010: rapina a mano armata; omicidio; traffici legati allo sfruttamento del lavoro. |                     |                                               |                                                            |
| | Botswana            | 2021                                          |                                                            |
| Omicidio; alto tradimento; attentato alla vita del capo dello Stato, ammutinamento, diserzione di fronte al nemico. |                     |                                               |                                                            |
| | Burkina Faso        | 1988                                          | 2018 (per crimini comuni)                                  |
| Alto tradimento. |                     |                                               |                                                            |
| | Burundi             | 2000                                          | 2009 Abolita dal Senato e dal Presidente della Repubblica. |
| | Camerun             | Gennaio 1997                                  |                                                            |
| Secessione; spionaggio; incitamento alla guerra. |                     |                                               |                                                            |
| | Capo Verde          | 1835                                          | 1981 (dalla Costituzione)                                  |
| | Rep. Centrafricana  | 1981                                          | 2022                                                       |
| Fino al 2022: alto tradimento; spionaggio; ciarlataneria; stregoneria; omicidio. |                     |                                               |                                                            |
| | Ciad                | 2015                                          | 2020                                                       |
| Fino al 2020: omicidio. |                     |                                               |                                                            |
| | Comore              | 1997                                          |                                                            |
| | RD del Congo        | 2003                                          |                                                            |
| | Rep. del Congo      | 1982                                          | 2015                                                       |
| | Costa d'Avorio      | Nessuna dall'indipendenza                     | 2000                                                       |
| | Gibuti              | Nessuna dall'indipendenza                     | 1995                                                       |
| | Egitto              | 2021                                          |                                                            |
| Violenza carnale solo se compiuta insieme al rapimento della vittima; omicidio; bestemmia; alto tradimento; traffico di sostanze stupefacenti. |                     |                                               |                                                            |
| | Guinea Equatoriale  | 21 agosto 2010                                | 2022                                                       |
| [ 17 ] |                     |                                               |                                                            |
| | Eritrea             | Nessuna dall'indipendenza (ottenuta nel 1993) |                                                            |
| | Etiopia             | 6 agosto 2007                                 |                                                            |
| | Gabon               | 1981                                          | 15 febbraio 2010                                           |
| | Gambia              | 2012                                          |                                                            |
| Alto tradimento. Abolita nel 1993 ma reintrodotta dal Consiglio Provvisorio delle Forze Armate nell'agosto del 1995. |                     |                                               |                                                            |
| | Ghana               | 1993                                          | 2023 (abolito dal Parlamento per reati comuni)             |
| Alto tradimento. |                     |                                               |                                                            |
| | Guinea-Bissau       | 1986                                          | 1993 (abolita dalla Costituzione)                          |
| | Guinea              | 20 aprile 2001                                | 2017                                                       |
| Fino al 2017: omicidio. |                     |                                               |                                                            |
| | Kenya               | 1984                                          |                                                            |
| Omicidio e rapina a mano armata. |                     |                                               |                                                            |
| | Lesotho             | 25 novembre 1995                              |                                                            |
| | Liberia             | 17 maggio 2002                                |                                                            |
| La Liberia ha sottoscritto il Protocollo facoltativo al Patto internazionale sui diritti civili e politici il 16 settembre 2005 abolendo quindi la pena di morte. L'ha poi reintrodotta nel luglio 2008. |                     |                                               |                                                            |
| | Libia               | 2010                                          |                                                            |
| Alto tradimento; tentativo di modificare la forma dello Stato; omicidio premeditato. |                     |                                               |                                                            |
| | Madagascar          | 1958                                          | 2014                                                       |
| | Malawi              | 1992                                          | 2021                                                       |
| [ 27 ] |                     |                                               |                                                            |
| | Mali                | 1980                                          |                                                            |
| | Mauritania          | 1987                                          |                                                            |
| Sodomia; apostasia. |                     |                                               |                                                            |
| | Mauritius           | 1987                                          | 1995                                                       |
| | Marocco             | 1993                                          |                                                            |
| Terrorismo.. |                     |                                               |                                                            |
| | Mozambico           | 1986                                          | 1990 (dalla Costituzione)                                  |
| | Namibia             | 1988                                          | 1990 (dalla Costituzione)                                  |
| | Niger               | 1976                                          |                                                            |
| | Nigeria             | 2016                                          |                                                            |
| Sodomia. Ognuno dei 36 Stati ha un proprio sistema giudiziario, nel nord del Paese è in vigore la legge islamica (shari'a). Pena di morte in Nigeria. |                     |                                               |                                                            |
| | Ruanda              | 1998                                          | 2007                                                       |
| Fino al 2007: genocidio. |                     |                                               |                                                            |
| | Sahara Occidentale  | 1976                                          | 1991 (dalla Costituzione)                                  |
| Stato non riconosciuto universalmente. L'articolo 13 della revisione del 1991 statuisce che «La pena di morte è proibita» (per una traduzione in inglese dall'arabo). |                     |                                               |                                                            |
| | São Tomé e Príncipe | Nessuna dall'indipendenza                     | 1990 (dalla Costituzione)                                  |
| | Senegal             | 1967                                          | 10 dicembre 2004                                           |
| | Seychelles          | Nessuna dall'indipendenza                     | 1993 (dalla Costituzione)                                  |
| | Sierra Leone        | Ottobre 1998                                  | 2021                                                       |
| Fino al 2021: alto tradimento; omicidio, rapina aggravata. Stando alla Corte Speciale per la Sierra Leone la pena di morte non era ammissibile per i crimini di guerra. |                     |                                               |                                                            |
| | Somalia             | 7 giugno 2022                                 |                                                            |
| Dopo la caduta del governo molte regioni hanno adottato la legge islamica (shari'a). |                     |                                               |                                                            |
| | Somaliland          |                                               |                                                            |
| Stato non riconosciuto universalmente. |                     |                                               |                                                            |
| | Sudafrica           | 14 Novembre 1989                              | 1995                                                       |
| Il 25 maggio 2005 la Corte Costituzionale del Sudafrica ha ordinato la sospensione di tutte le condanne a morte e la conversione della pena per tutti i condannati a morte. L'ultima esecuzione, nella prigione centrale di Pretoria, risale al 14 novembre 1989. Nel 1991 vi fu un'esecuzione nel bantustan di Venda. |                     |                                               |                                                            |
| | Sudan               | 2016                                          |                                                            |
| Sodomia; condurre guerra contro lo Stato; apostasia; prostituzione, atti che mettano in pericolo l'indipendenza e l'unità dello Stato, omicidio, rapina a mano armata, possesso o traffico di armi. |                     |                                               |                                                            |
| | Sudan del Sud       | 2016                                          |                                                            |
| Sodomia; condurre guerra contro lo Stato; apostasia; prostituzione, atti che mettano in pericolo l'indipendenza e l'unità dello Stato, omicidio, rapina a mano armata, possesso o traffico di armi. |                     |                                               |                                                            |
| | eSwatini            | 1983                                          |                                                            |
| Omicidio; alto tradimento. |                     |                                               |                                                            |
| | Tanzania            | 1994                                          |                                                            |
| Omicidio; alto tradimento. |                     |                                               |                                                            |
| | Togo                | 1978                                          | 2009                                                       |
| Fino al 2009: Omicidio premeditato, complotto contro la sicurezza dello Stato. |                     |                                               |                                                            |
| | Tunisia             | 1991                                          |                                                            |
| Era prevista per i reati di omicidio, violenza e aggressione, attacchi alla sicurezza interna ed esterna del Paese; non più eseguita dal 1991, abolita dal governo Ghannouchi II nel 2011 ma reintrodotta tre anni dopo. |                     |                                               |                                                            |
| | Uganda              | 2006                                          |                                                            |
| Alto tradimento, terrorismo, omicidio; violenza carnale; rapina aggravata; rapimento aggravato. Il 14 giugno 2005 la Corte Costituzionale ha statuito che, sebbene la pena di morte sia in sé legittima costituzionalmente, il suo essere prevista come pena obbligatoria per certi reati non lo è. |                     |                                               |                                                            |
| | Zambia              | 1997                                          | 2022                                                       |
| Fino al 2022: omicidio; rapina aggravata; alto tradimento. |                     |                                               |                                                            |
| | Zimbabwe            | 2005                                          | 2024                                                       |
| Fino al 2024: alto tradimento, omicidio, ammutinamento, rapina aggravata, traffico di droga. Per le donne la pena massima era l'ergastolo. Il 26 dicembre 2024, dopo la firma dal parte del presidente Mnangagwa, è stato pubblicato sulla gazzetta ufficiale il Death Penalty Abolition Act (Atto di Abolizione della pena di morte), il quale contiene però una clausola che consente la reintroduzione della pena in caso di emergenza nazionale |                     |                                               |                                                            |

### America del nord/America centrale
| Colore (vedi legenda) | Stato                     | Ultima esecuzione         | Anno abolizione           |
| --- | ------------------------- | ------------------------- | ------------------------- |
| | Antigua e Barbuda         | 2 febbraio 1991           |                           |
| Omicidio. |                           |                           |                           |
| | Bahamas                   | 6 gennaio 2000            |                           |
| Alto tradimento; pirateria; omicidio. |                           |                           |                           |
| | Barbados                  | 10 ottobre 1984           |                           |
| Omicidio; alto tradimento. |                           |                           |                           |
| | Belize                    | Giugno 1985               |                           |
| Omicidio, salvo che si possano provare circostanze attenuanti. |                           |                           |                           |
| | Bermuda                   | 1977                      | 2000                      |
| | Canada                    | 11 dicembre 1962          | 1976                      |
| | Costa Rica                | 1859                      | 1877 (dalla Costituzione) |
| | Cuba                      | 2003                      |                           |
| Dirottamento aereo; crimini contro la sicurezza dello Stato e contro la pace; terrorismo; omicidio efferato; omicidio plurimo; strage; violenza sessuale su minori di 12 anni con lesioni gravi o morte; pedofilia con violenza verso minori di 14 anni. Dagli anni '60 è stata applicata solo per terrorismo, dirottamento e alcuni omicidi efferati o plurimi. Dal 2003, anno dell'ultima esecuzione, non vengono più eseguite fucilazioni. Dal 2008 è in corso una moratoria delle esecuzioni (malgrado l'astensione cubana al voto ONU del 2007). L'ultima sentenza da eseguire, pronunciata nel 1996, è stata commutata nel 2010 in trent'anni di reclusione. Dopo non sono più state pronunciate sentenze di condanna a morte, e non ci sono più detenuti nel braccio della morte delle prigioni cubane. Nel 2013 è stata ribadita la sospensione a tempo indeterminato della pena capitale, ma non la sua abolizione. Pena di morte a Cuba. |                           |                           |                           |
| | Dominica                  | 8 agosto 1986             |                           |
| | Rep. Dominicana           |                           | 1966 (dalla Costituzione) |
| | El Salvador               | 1973                      | 1983 (per altri crimini)  |
| La pena di morte può essere irrogata solo quando sia prevista dalle leggi militari, durante uno stato di guerra internazionale. |                           |                           |                           |
| | Grenada                   | 1978                      |                           |
| | Guatemala                 | 29 giugno 2000            | 2017 (per crimini comuni) |
| Per le donne la pena massima è l'ergastolo. |                           |                           |                           |
| | Haiti                     | 1972                      | 1987 (dalla Costituzione) |
| | Honduras                  | 1940                      | 1956 (dalla Costituzione) |
| | Giamaica                  | 1988                      |                           |
| Omicidio. |                           |                           |                           |
| | Messico                   | 1957 civili 1961 militare | 2005                      |
| | Nicaragua                 | 1930                      | 1979 (dalla Costituzione) |
| | Panama                    | 1903                      | 1903 (dalla Costituzione) |
| | Saint Kitts e Nevis       | 2008                      |                           |
| Omicidio. |                           |                           |                           |
| | Saint Lucia               | 17 ottobre 1995           |                           |
| Omicidio; alto tradimento. |                           |                           |                           |
| | Saint Vincent e Grenadine | 13 febbraio 1995          |                           |
| Alto tradimento; omicidio. |                           |                           |                           |
| | Trinidad e Tobago         | 28 luglio 1999            |                           |
| Omicidio; alto tradimento. |                           |                           |                           |
| | Turks e Caicos            |                           | 2002                      |
| | Stati Uniti               | 2025                      |                           |
| La legge federale e l'amministrazione militare prescrivono la pena di morte per molti crimini correlati all'omicidio, come anche per lo spionaggio, l'alto tradimento e il traffico di grandi quantità di droghe. I singoli stati hanno una propria legislazione in materia. Al 2024 sono abolizionisti 23 stati e 2 territori (Distretto di Columbia e Porto Rico), ,mentre altri 27 stati mantengono la pena capitale. Gli stati o territori ufficialmente abolizionisti sono (in ordine di abolizione): Michigan (1847), Rhode Island (1852), Wisconsin (1853), Maine (1887), Minnesota (1911), Porto Rico (1929), Alaska (1957), Hawaii (1957), Iowa (1965), Vermont (1965), Virginia Occidentale (1965), Distretto di Columbia (1972), Dakota del Nord (1973), Massachusetts (1982), New York (2004), New Jersey (2007), Nuovo Messico (2009), Illinois (2011), Connecticut (2012), Maryland (2013), Delaware (2016), Washington (2018), New Hampshire (2019), Colorado (2020) e Virginia (2021). Sebbene sia la pena comminata dalla legge per diversi crimini dal 1964 non è mai stata applicata se non per omicidio e per omicidio in concorso. Oggi è applicata (in ventinove Stati) solo in casi di omicidio accompagnati da certe circostanze preventivamente identificate (per esempio omicidio e stupro, omicidio e rapimento) e omicidio plurimo. Alcuni stati la impongono per certe fattispecie di violenza carnale, specialmente in danno di minorenni. Le sentenze di condanna a morte devono essere irrogate da una giuria, non solo da un giudice: la giuria infligge la pena al termine di una fase separata del processo (che implica, almeno, che i giurati che irrogano la pena alla persona siano gli stessi che ne hanno pronunciato la colpevolezza). Pena di morte negli Stati Uniti. |                           |                           |                           |

### America del sud
| Colore (vedi legenda) | Stato     | Ultima esecuzione                    | Anno abolizione                                  |
| --- | --------- | ------------------------------------ | ------------------------------------------------ |
| | Argentina | 1916 (legale) 1983 (extragiudiziale) | 1984 (per altri crimini) 2009 (definitivamente)  |
| La Costituzione stabilisce che «La pena di morte per reati politici, tutti i tipi di tortura e la fustigazione sono per sempre aboliti»; l'abolizione per i reati comuni è stabilita per legge ordinaria.                                       |           |                                      |                                                  |
| | Bolivia   | 1974                                 | 1997 (per alcuni crimini) 2009 (definitivamente) |
| L'articolo 15 della Costituzione dice «Tutte le persone hanno il diritto alla vita [...] la pena di morte non deve esistere». |           |                                      |                                                  |
| | Brasile   | 1855 (legale) 1984 (extragiudiziale) | 1979 (per altri crimini)                         |
| «Gravi crimini di natura militare commessi in tempo di guerra». |           |                                      |                                                  |
| | Cile      | 1985                                 | 2001 (per altri crimini)                         |
| Sebbene sia stata completamente abolita dalla giurisdizionale penale ordinaria, può ancora essere applicata dai giudici militari, ma solo per crimini eccezionali. In pratica, non è più applicata fin dal 1985, durante la dittatura militare. |           |                                      |                                                  |
| | Colombia  | 1909                                 | 1910 (abolita dalla Costituzione)                |
| Proibita dalla Costituzione del 1910: «Il diritto alla vita è inviolabile. Non ci saranno condanne a morte». |           |                                      |                                                  |
| | Ecuador   | 1884                                 | 1906 (abolita dalla Costituzione)                |
| | Guyana    | Mai dall'indipendenza                |                                                  |
| Atti terroristici. |           |                                      |                                                  |
| | Paraguay  | 1928 1988 (extragiudiziale)          | 1992 (abolita dalla Costituzione)                |
| | Perù      | 1979 1996 (extragiudiziale)          | 1979 (per altri crimini)                         |
| Alto tradimento in tempo di guerra; terrorismo. |           |                                      |                                                  |
| | Suriname  | 1982                                 | 2015                                             |
| | Uruguay   | 1905 1984 (extragiudiziale)          | 1907 (abolita dalla Costituzione)                |
| | Venezuela | Prima del 1863                       | 1863 (abolita dalla Costituzione)                |

### Asia
| Colore (vedi legenda) | Stato               | Ultima esecuzione | Anno abolizione                                        |
| --- | ------------------- | --- | ------------------------------------------------------ |
| | Afghanistan         | 2025 |                                                        |
| Omicidio se la famiglia della vittima ritiene che la morte sia la punizione adeguata; terrorismo; tradimento verso lo stato; spionaggio; adulterio (pena capitale applicata solo all'adultero sposato); omosessualità; sodomia; apostasia (abbandonare l'Islam); dare falsa testimonianza con conseguente esecuzione di un innocente; si sono verificati casi di persone giustiziate per avere suonato musica, cantato e ballato. I bambini e le donne incinte non sono esenti dalla pena di morte. |                     | |                                                        |
| | Arabia Saudita      | 2025 |                                                        |
| Molti reati violenti e non violenti come omicidio, apostasia, reati legati alla droga, stregoneria e condotta sessuale ritenuta immorale. Il metodo più consueto è la decapitazione con una spada. Pena di morte in Arabia Saudita. |                     | |                                                        |
| | Bahrein             | 2019 |                                                        |
| Omicidio premeditato; complotto per il rovesciamento del regime; collaborazione con Paese ostile, minaccia alla vita del re, rifiuto di obbedire agli ordini in tempo di guerra o durante il regime marziale. |                     | |                                                        |
| | Bangladesh          | 2022 |                                                        |
| Omicidio; reati connessi alla droga; traffico di minori per scopi immorali o illegali; traffico di donne per scopi legati alla prostituzione. |                     | |                                                        |
| | Bhutan              | 1974 | 2004                                                   |
| | Brunei              | 1957 |                                                        |
| Omicidio; possesso illegale di armi ed esplosivi; possesso di eroina e morfina per dosi oltre i quindici grammi, cocaina oltre i trenta grammi, cannabis oltre i cinquecento grammi, syabu o metanfetamine oltre i cinquanta grammi, oppio oltre gli 1,2 kg. |                     | |                                                        |
| | Cambogia            | | 1989 (dalla Costituzione)                              |
| | Cina                | 2025 |                                                        |
| Molteplici reati, tra cui: appropriazione indebita; stupro di minori; frode; attività dinamitarde; traffico di esseri umani; pirateria; furto; corruzione; incendio doloso; omicidio; minaccia alla sicurezza nazionale; terrorismo. Nel 2011 venne indetta una moratoria delle esecuzioni e in seguito vennero proposti progetti di legge per l'abolizione, che non hanno avuto seguito. La pena capitale è un segreto di stato e non vengono diffusi dati ufficiali. Le due regioni amministrative di Hong Kong e Macao hanno invece conservato il regime abolizionista instaurato durante l'ultima fase dell'epoca coloniale. Pena di morte in Cina.                     |                     | |                                                        |
| | Giordania           | 14 dicembre 2019 |                                                        |
| | Hong Kong           | 1966 | 1993                                                   |
| | India               | 20 marzo 2020 |                                                        |
| Omicidio, istigazione al suicidio di minore, alto tradimento, atti di terrorismo, la seconda condanna per traffico di droga, stupro (se la vittima muore in seguito alle ferite), stupro di minore di 12 anni. Pena di morte in India. |                     | |                                                        |
| | Indonesia           | 2015 |                                                        |
| Traffico di droga; terrorismo. |                     | |                                                        |
| | Iran                | 2025 |                                                        |
| Sodomia; rapina a mano armata; terrorismo; traffico di droga; rapimento e stupro; omicidio; apostasia e altri reati a sfondo religioso, uso di alcool alla terza condanna, prostituzione reiterata, adulterio. Pena di morte in Iran. |                     | |                                                        |
| | Iraq                | 2024 (ufficiale) |                                                        |
| Omicidio; minaccia alla sicurezza nazionale; distribuzione di droga, stupro, attacco a convogli, finanziamento ed esecuzione di atti di terrorismo. Sospesa nell'aprile del 2003 dopo l'invasione statunitense, reintrodotta nel maggio del 2005. |                     | |                                                        |
| | Israele             | 1962 | 1954 (per gli altri crimini)                           |
| Crimini contro l'umanità, alto tradimento, genocidio contro il popolo ebraico, alcuni crimini militari. Dal 1954 vi è stata una sola esecuzione civile (quella dell'ex nazista Adolf Eichmann) e una militare. Pena di morte in Israele. |                     | |                                                        |
| | Giappone            | 2025 |                                                        |
| I procuratori chiedono la pena di morte per il solo reato di omicidio plurimo o omicidio con circostanze aggravanti. In genere, i giudici ricorrono alla condanna a morte solo in caso di omicidio plurimo. Tra il 1946 e il 2003 sono state condannate a morte tramite impiccagione 766 persone, con 608 condanne eseguite. Per circa quaranta mesi, dal 1989 al 1993, i ministri della giustizia non hanno autorizzato esecuzioni, in pratica una moratoria ufficiosa. Il 6 luglio 2018 sono stati giustiziati, a mezzo di impiccagione, sette attentatori dell'attacco alla metropolitana di Tokyo del 1995.                                                             |                     | |                                                        |
| | Kazakistan          | 2003 | 2007 (per crimini ordinari) 2021 (per tutti i crimini) |
| Moratoria dal 17 dicembre 2003 a maggio del 2007, quando la pena di morte viene abolita per i crimini comuni. Dal 1º gennaio 2021 in Kazakistan era in vigore un convenzione per l'abolizione della pena di morte, il 23 dicembre 2021 è stata approvata una legge che ne prevede la completa abolizione. |                     | |                                                        |
| | Corea del Nord      | 2025 |                                                        |
| Complotti contro la sovranità dello Stato, terrorismo, alto tradimento contro la patria da parte di cittadini, alto tradimento nei confronti della popolazione; omicidio. Pena di morte in Corea del Nord. |                     | |                                                        |
| | Corea del Sud       | 1997 |                                                        |
| Omicidio. Moratoria ufficiosa dalla salita al potere del presidente Kim Dae-jung, nel febbraio 1998. |                     | |                                                        |
| | Kuwait              | 2023 |                                                        |
| Traffico di droga, stupro con omicidio. |                     | |                                                        |
| | Kirghizistan        | | 2007                                                   |
| Fino al 2007: omicidio; stupro di minore di sesso femminile; genocidio. |                     | |                                                        |
| | Laos                | 1989 |                                                        |
| Traffico di droga. |                     | |                                                        |
| | Libano              | 2004 |                                                        |
| Omicidio. |                     | |                                                        |
| | Macao               | XIX secolo | 1976                                                   |
| | Malaysia            | 2017 |                                                        |
| Comminata obbligatoriamente fino al 2022 per il traffico di droghe pericolose; uso di un'arma da fuoco nel commettere un reato programmato; complicità nel caso di uso di un'arma da fuoco per commettere un crimine premeditato; crimini in danno della persona dello Yang di-Pertuan Agong (il Re elettivo di Malesia); omicidio. Discrezionale per rapimento; associazione con persona detenente o in possesso di armi o esplosivo; dichiarazione o tentata dichiarazione di guerra o istigazione alla dichiarazione di guerra contro lo Yang di-Pertuan Agong, un governatore (Yang di-Pertua Negeri). La pena di morte obbligatoria è stata abolita il 10 giugno 2022. |                     | |                                                        |
| | Maldive             | Nessuna dall'indipendenza, ottenuta nel 1965. In precedenza, l'ultima esecuzione risale al 1953, quando le Maldive erano ancora una colonia britannica |                                                        |
| Omicidio. |                     | |                                                        |
| | Mongolia            | 2008 | 2012 (crimini comuni); 2017 (tutti i crimini)          |
| Fino al 2012 la pena di morte era prevista per i maschi di età compresa tra 18 e 59 anni al momento del fatto, per i seguenti crimini: atti terroristici commessi con finalità politiche; atti terroristici contro i rappresentanti di uno Stato estero per finalità politiche; sabotaggio; omicidio premeditato aggravato; stupro aggravato e rapina a mano armata. Stando ad Amnesty International, le esecuzioni erano portate a termine in segreto e non ci sono statistiche ufficiali. Pena di morte in Mongolia. |                     | |                                                        |
| | Birmania            | 2022 |                                                        |
| Alto tradimento. |                     | |                                                        |
| | Nepal               | 1979 | 1997 (dalla Costituzione)                              |
| | Oman                | 2015 |                                                        |
| | Pakistan            | 2019 |                                                        |
| Omicidio; sodomia; stupro di gruppo; ammutinamento.. Il 17 dicembre 2014, il Primo ministro Nawaz Sharif, in seguito a un grave attentato terroristico nel quale sono morti 132 studenti e 9 insegnanti, ha revocato la moratoria sulla pena di morte per quanto riguarda i terroristi coinvolti in crimini efferati. Pena di morte in Pakistan. |                     | |                                                        |
| | Palestina           | 2022 (Gaza) |                                                        |
| Omicidio; stupro; collaborazione con le FF. AA. di Israele per l'assassinio di palestinesi. Vi è stata una moratoria ufficiosa dal 2002 da quando il presidente Yasser Arafat non ha più autorizzato esecuzioni. Nella Striscia di Gaza controllata da Hamas si sono registrate le ultime esecuzioni nel 2022. |                     | |                                                        |
| | Filippine           | 2000 | 24 giugno 2006                                         |
| Abolita nel 1987 dalla Costituzione. Reintrodotta nel 1993, abolita nuovamente il 24 giugno 2006 con la legge n. 9346. In discussione dal 2017 un disegno di legge che ne prevede la reintroduzione per il reato di traffico di droga. |                     | |                                                        |
| | Qatar               | 2020 |                                                        |
| Spionaggio; minaccia alla sicurezza nazionale; apostasia. Sebbene l'apostasia sia un reato capitale, non ci sono condanne a morte registrate per questo reato. |                     | |                                                        |
| | Singapore           | 2025 |                                                        |
| Omicidio, rapimento, alto tradimento, alcuni reati a mano armata, traffico di droga per quantitativi oltre i 15 grammi di eroina o morfina, 30 grammi di cocaina o 500 grammi di cannabis. Pena di morte a Singapore. |                     | |                                                        |
| | Sri Lanka           | 23 giugno 1976 |                                                        |
| Omicidio, spergiuro che causa l'esecuzione di un innocente, stupro, traffico di droga. Moratoria dal 1976 al 2003; sospesa dal 2004, da allora non vi sono state esecuzioni. Il governo ha annunciato la fine della moratoria per i reati legati al traffico di droga nel 2018. |                     | |                                                        |
| | Siria               | 2025 |                                                        |
| | Tagikistan          | 2004 |                                                        |
| Omicidio con circostanze aggravanti, stupro con circostanze aggravanti, terrorismo, genocidio. Moratoria introdotta il 30 aprile 2004 dal presidente Emomalii Rahmon. Per le donne la pena massima è l'ergastolo. |                     | |                                                        |
| | Taiwan              | 2025 |                                                        |
| Dal 2004, gran parte delle pene capitali hanno avuto una moratoria informale dal presidente Chen Shui-bian, eccetto quelle per omicidi efferati; è prevista per molti reati, dall'omicidio al traffico di droga. Eseguita tramite arma da fuoco dopo avere anestetizzato il condannato. Pena di morte a Taiwan |                     | |                                                        |
| | Thailandia          | 2018 |                                                        |
| Alcuni reati come il regicidio, sedizione o ribellione, reati commessi contro la sicurezza esterna del Paese, omicidio o tentato omicidio di un capo di stato estero, corruzione, incendio doloso, stupro, omicidio intenzionale, rapimento, rapina con omicidio, traffico di droga. |                     | |                                                        |
| | Timor Est           | Nessuna dall'indipendenza (ottenuta nel 2002) | 2002 (dalla Costituzione)                              |
| | Turchia             | 25 ottobre 1984 | 21 luglio 2004 (dalla Costituzione)                    |
| Fino all'abolizione era prevista per omicidio; stupro; reati contro lo stato, il governo, la costituzione e l'esercito. Ci sono state proposte di reintroduzione a partire dal tentato golpe del 2016. Pena di morte in Turchia. |                     | |                                                        |
| | Cipro del Nord      | Mai |                                                        |
| Stato non riconosciuto universalmente (tranne che dalla Turchia, del quale è uno stato-satellite); prevista in teoria per: alto tradimento in tempo di guerra, atti di terrorismo o di pirateria jure gentium e per omicidio in caso di recidiva. In moratoria ufficiosa. |                     | |                                                        |
| | Turkmenistan        | | 1999 (abolita dalla Costituzione)                      |
| | Emirati Arabi Uniti | 2025 |                                                        |
| Omicidio; reati legati alla droga; omosessualità; stupro; alto tradimento; rapina aggravata; apostasia, inquinamento ambientale; terrorismo; sostegno allo Stato Islamico (ISIS). |                     | |                                                        |
| | Uzbekistan          | 2005 | 2008                                                   |
| Fino al 2007: omicidio con circostanze aggravanti, terrorismo; genocidio; aggressioni. Il 1º agosto 2005 il presidente Islom Karimov ha firmato un decreto che entro il 2008 avrebbe sostituito la pena capitale con l'ergastolo. Dal 1º gennaio 2008 la pena di morte è stata abolita completamente. |                     | |                                                        |
| | Vietnam             | 2024 |                                                        |
| Alto tradimento; azioni finalizzate al rovesciamento del governo, spionaggio; insurrezione, banditismo, terrorismo; sabotaggio, dirottamento aereo, distruzione di installazioni per la sicurezza nazionale, minaccia alla pace, crimini di guerra, crimini contro l'umanità, produzione, detenzione e traffico di sostanze stupefacenti, omicidio; violenza carnale, rapina, appropriazione indebita, frode. Pena di morte in Vietnam. |                     | |                                                        |
| | Yemen               | 2025 |                                                        |
| Omicidio; adulterio; omosessualità; apostasia. Nonostante l'apostasia sia reato capitale, non vi sono mai state esecuzioni per questo reato. |                     | |                                                        |

### Europa
| Colore (vedi legenda) | Stato                | Ultima esecuzione                | Anno abolizione |
| --- | -------------------- | -------------------------------- | --- |
| | Albania              | 1995                             | 2007 |
| La ratifica del protocollo numero 13 della CEDU ha avuto luogo il 6 febbraio ed è in vigore dal 1º giugno 2007. |                      |                                  | |
| | Andorra              | 1943                             | 1990 (dalla Costituzione) |
| | Armenia              | 1991                             | 2003 |
| | Azerbaigian          | 1992                             | 1998 |
| | Austria              | 1950                             | 1968 (dalla Costituzione) |
| | Bielorussia          | 2022                             | |
| Atti di aggressione; omicidio di un rappresentante di uno Stato straniero o di un'organizzazione internazionale con l'intenzione di provocare una tensione internazionale o la guerra; terrorismo internazionale; crimini contro la sicurezza dell'umanità; omicidio aggravato; terrorismo; atti terroristici; alto tradimento che risulti nella morte di taluno; cospirazione per prendere il potere; sabotaggio; omicidio di un ufficiale di polizia; uso di armi di distruzione di massa e violazioni delle leggi e consuetudini di guerra. Per le donne la pena massima è l'ergastolo. Pena di morte in Bielorussia. |                      |                                  | |
| | Belgio               | 1863 / 1950                      | 1996 (dalla Costituzione) |
| | Bosnia ed Erzegovina | 1977 (allora Jugoslavia)         | 1998 (per tutti i crimini nella Federazione di Bosnia ed Erzegovina e per crimini comuni nella Repubblica Serba di Bosnia ed Erzegovina) 2019 (per tutti i crimini nella Repubblica Serba di Bosnia ed Erzegovina) |
| | Bulgaria             | 1989                             | 1998 |
| | Croazia              | 1973 (allora Jugoslavia)         | 1990 (dalla Costituzione) |
| Pena di morte in Croazia. |                      |                                  | |
| | Cipro                | 1962                             | 2002 |
| | Rep. Ceca            | 1989                             | 1990 (dalla Costituzione) |
| Pena di morte in Cecoslovacchia. |                      |                                  | |
| | Danimarca            | 1950                             | 1978 |
| | Estonia              | 1991                             | 1998 |
| | Finlandia            | 1944                             | 1972 (dalla Costituzione) |
| | Francia              | 1977                             | 1981 |
| Proibita per legge nel 1981 e dalla Costituzione nel 2007. Pena di morte in Francia. |                      |                                  | |
| | Georgia              | 1995                             | 1997 |
| | Germania             | 1949                             | 1949 / 1987 |
| Ultima esecuzione nella Germania Ovest: 1956 (da parte delle autorità militari statunitensi); ultima esecuzione nella Germania Est: 1981. Abolita in Germania Ovest nel 1949 e in Germania Est nel 1987. Pena di morte in Germania. |                      |                                  | |
| | Grecia               | 25 agosto 1972                   | 2001 (dalla Costituzione) |
| | Islanda              | 1830                             | 1995 |
| Abolita nel 1928; la reintroduzione è stata resa illegittima costituzionalmente nel 1995, con voto all'unanimità del parlamento. |                      |                                  | |
| | Irlanda              | 1954                             | 1990 |
| Il ventunesimo emendamento della Costituzione irlandese ha reso illegittima la pena di morte, se non a seguito di una riforma e un referendum costituzionale. Precedentemente a questo era ancora tecnicamente lecita l'esecuzione dell'omicida di un ufficiale di polizia; ciononostante, nella pratica questo non è mai accaduto. |                      |                                  | |
| | Italia               | 1947                             | 1948 (per i crimini previsti dal Codice Penale e da quello militare di pace) / 1994 (anche per i crimini previsti dal Codice penale militare di guerra) / 2007 (dalla Costituzione)                                |
| Dall'unità, venne abolita una prima volta dal Regno d'Italia nel 1889 per effetto del Codice Zanardelli (tranne per alcuni reati militari commessi in tempo di guerra). Nel granducato di Toscana era stata più volte abrogata (e poi ripristinata), a partire dal Codice leopoldino del 1786. L'ultima abolizione, disposta dal governo provvisorio nel 1859 alla vigilia dell'unificazione italiana, rimase eccezionalmente in vigore negli ex territori granducali fino alla sua estensione a tutto il resto d'Italia, nel 1889, con il citato nuovo Codice penale Zanardelli. Venne reintrodotta durante il fascismo (nel 1926 per crimini politici eccezionali, nel 1931 per gravi reati comuni). Venne poi abolita con decreto luogotenenziale nel 1944 per i reati comuni, ma non per i gravi crimini di guerra e di collaborazionismo con il fascismo e il nazismo; venne ripristinata nel 1945, con un decreto temporaneo d'emergenza post-bellico, che venne prolungato de facto fino al 1947. L'ultima condanna fu pronunciata nello stesso anno; le ultime fucilazioni avvennero il 4 marzo (per reati comuni) e il 5 marzo 1947 (per reati di guerra). Venne abolita, se non in tempo di guerra e per i soli reati previsti dal codice penale militare, il 1º gennaio 1948 dalla Costituzione repubblicana. Venne eliminata anche dal codice penale militare di guerra nel 1994; nel 2007 fu introdotta, nell'art. 27 della Costituzione, l'esclusione in termini generali della pena di morte dalle sanzioni penali ammesse in Italia, e ne è stata così resa illegittima la reintroduzione anche in tempo di guerra. Pena di morte in Italia.                                                             |                      |                                  | |
| | Kosovo               | Mai dall'indipendenza            | 2008 |
| Stato non riconosciuto universalmente. |                      |                                  | |
| | Lettonia             | 1996                             | 1999 / 2012 |
| | Liechtenstein        | 1785                             | 1987 |
| | Lituania             | 12 luglio 1995                   | 1998 |
| | Lussemburgo          | 1949                             | 1979 (dalla Costituzione) |
| | Macedonia del Nord   | 1988                             | 1991 (dalla Costituzione) |
| | Malta                | 1943                             | 2000 |
| Pena capitale per omicidio abolita nel 1971; abolizione anche dal codice penale militare nel 2000. |                      |                                  | |
| | Isola di Man         | 1872                             | 1993 |
| | Moldavia             | 1985                             | 1995 |
| Il 23 settembre 2005 la Corte Costituzionale moldava ha approvato un emendamento costituzionale che proibisce esplicitamente la pena di morte.. |                      |                                  | |
| | Monaco               | 1847                             | 1962 (dalla Costituzione) |
| | Montenegro           | 1992 (allora Jugoslavia)         | 1995 |
| | Paesi Bassi          | 1952                             | 1982 (dalla Costituzione) |
| Abolita per il tempo di pace dal 1870; l'ultima esecuzione risale al 1860. Per un reato militare l'ultima esecuzione è del 1952; è considerata ormai abolita per effetto della Costituzione del 1982. |                      |                                  | |
| | Norvegia             | 1948                             | 1979 |
| Abolita per reati in tempo di pace nel 1902; l'ultima esecuzione per questi reati risale al 1876; è abolita in quanto l'ultimo reato sanzionato, in guerra, è del 1948 e nel 1979 il codice militare è stato emendato. |                      |                                  | |
| | Polonia              | 1988                             | 1997 |
| Una riforma del codice penale, che prevedeva la reintroduzione della pena di morte, è stata proposta nel 2004 dal Prawo i Sprawiedliwość, ma è stata stralciata durante la prima lettura nel Sejm (198 voti contrarî, 194 favorevoli e 14 astenuti). |                      |                                  | |
| | Portogallo           | 1849                             | 1976 (dalla Costituzione) |
| Abolita per crimini politici nel 1852 (attraverso un atto addizionale alla Costituzione); abolita per tutti i reati, tranne quelli commessi in tempo di guerra, nel 1867; abolita anche per questi nel 1911; reintrodotta per questi ultimi nel 1915. |                      |                                  | |
| | Romania              | 1989                             | 1990 (dalla Costituzione) |
| Pena di morte in Romania. |                      |                                  | |
| | Russia               | 1999                             | |
| Dopo la caduta dell'Impero russo (1917), la pena di morte fu immediatamente abolita all'indomani della rivoluzione di febbraio, per essere però ripristinata dopo un paio di mesi contro i soldati disertori. Essa fu di nuovo abolita subito dopo la rivoluzione d'ottobre, ma fu reintrodotta nel febbraio del 1918 dopo la rottura tra bolscevichi e socialrivoluzionari di sinistra, che erano stati i più fervidi e incondizionati abolizionisti. Nell'Unione Sovietica la pena di morte fu poi di nuovo abolita dal 1947 al 1950. Il 16 aprile 1997 la Russia ha firmato il sesto protocollo alla Convenzione europea per la salvaguardia dei diritti dell'uomo e delle libertà fondamentali, ma non l'ha ancora ratificato. Dal 1996 è in vigore una moratoria sulle esecuzioni, anche se esse sono continuate in Cecenia fino al 1999, quando però questa repubblica autonoma non era de facto sotto il controllo della Federazione Russa. I presidenti succeduti a Boris El'cin (Vladimir Putin e Dmitrij Medvedev) si sono pronunciati contro l'utilizzo della massima sanzione, decretando nuovamente una moratoria di fatto. Nel 2009 la Corte costituzionale ha infine dichiarato illegittimo l'uso della pena di morte nella Federazione Russa, abolendola, in assenza di una nuova legislazione. Precedentemente era prevista per: omicidio aggravato; tentativo di omicidio contro una personalità dello Stato o pubblica; attentato alla vita di una persona incaricata di amministrare la giustizia o condurre indagini preliminari; attentato alla vita di un pubblico ufficiale nell'esercizio delle sue funzioni; genocidio. Per le donne la pena massima era l'ergastolo. Pena di morte in Russia. |                      |                                  | |
| | San Marino           | 1468                             | 1865 |
| L'ultima esecuzione ufficiale risale all'epoca medievale. Pena di morte a San Marino. |                      |                                  | |
| | Serbia               | 1992 (allora Jugoslavia)         | 1995 |
| Abolita nel 1995 a livello federale, le legislazioni locali si sono adeguate nel 2002. |                      |                                  | |
| | Slovacchia           | 1989                             | 1990 (dalla Costituzione) |
| Pena di morte in Cecoslovacchia. |                      |                                  | |
| | Slovenia             | 1957 (allora Jugoslavia)         | 1989 (dalla Costituzione) |
| | Spagna               | 27 settembre 1975                | 1995 |
| Abolita nel 1978 dalla Costituzione per i crimini comuni, venne mantenuta per alcuni reati in tempo di guerra. Nel 1995 venne eliminata anche dal codice penale militare di guerra. Pena di morte in Spagna |                      |                                  | |
| | Svezia               | 23 novembre 1910                 | 1921 (per crimini comuni) / 1973 (per crimini commessi in tempo di guerra). |
| Proibita dalla Costituzione dal 1975. |                      |                                  | |
| | Svizzera             | 1944                             | 1874 / 1938 / 1992 |
| Abolita per la prima volta nel 1874, più tardi reintrodotta e praticata da pochi cantoni (9 esecuzioni fino al 1940). Abolizione definitiva mediante voto popolare nel 1938, con l'eccezione dei reati compiuti dai militari in tempi di guerra, per i quali è stata eliminata nel 1992. |                      |                                  | |
| | Transnistria         | Mai                              | |
| Stato non riconosciuto universalmente; prevista per: omicidio; tentativo di omicidio di un pubblico ufficiale od un ufficiale statale; ribellione armata; tentativo di omicidio di un magistrato o di un investigatore; tentativo di omicidio di un pubblico ufficiale nell'esercizio dei propri doveri; genocidio. Moratoria proclamata dal 1º gennaio 1999. |                      |                                  | |
| | Ucraina              | Marzo 1997                       | 2000 |
| Abolita nel febbraio del 2000 dopo che la Corte Costituzionale ha dichiarato l'illegittimità costituzionale di questa pena nel dicembre del 1999. Un codice penale riformato è stato promulgato nell'aprile del 2001. |                      |                                  | |
| | Unione europea       | Mai                              | |
| L'abolizione della pena di morte è uno dei criteri obbligatori per l'adesione. |                      |                                  | |
| | Ungheria             | 1988                             | 1990 |
| | Regno Unito          | 13 agosto 1964                   | 1971 / 1973 / 1998 |
| Abolita per l'omicidio nel 1965 in Gran Bretagna e nel 1973 in Irlanda del Nord. Abolita per incendio doloso nei cantieri navali di Sua Maestà nel 1971. Abolita per tutti gli altri crimini (alto tradimento, pirateria con violenza e crimini ricompresi nella giurisdizione militare) nel 1998. Ha, successivamente, siglato, nel 2003, la Convenzione europea che ne conferma l'abolizione totale. Pena di morte nel Regno Unito. |                      |                                  | |
| | Città del Vaticano   | 9 luglio 1870 (Stato Pontificio) | 1969 |
| Pena di morte nella Città del Vaticano. |                      |                                  | |

### Oceania
| Colore (vedi legenda) | Stato              | Ultima esecuzione         | Anno abolizione                                      |
| --- | ------------------ | ------------------------- | ---------------------------------------------------- |
| | Australia          | 3 febbraio 1967           | 1922 - 1985                                          |
| Queensland: 1922, Tasmania: 1968, Territorio del Nord: 1973, Victoria: 1975, Australia Meridionale: 1976, ACT: 1983, Australia Occidentale: 1984, Nuovo Galles del Sud: 1985. |                    |                           |                                                      |
| | Isole Cook         | Nessuna dall'indipendenza | 2007                                                 |
| Fino al 2007: alto tradimento. |                    |                           |                                                      |
| | Figi               | 1964                      | 1979 (per crimini comuni) 2015 (per tutti i crimini) |
| Fino al 2015: crimini commessi sotto il regime militare. |                    |                           |                                                      |
| | Kiribati           | Nessuna dall'indipendenza | 1979                                                 |
| | Isole Marshall     | Nessuna dall'indipendenza | 1986 (abolita dalla Costituzione)                    |
| | Micronesia         | Nessuna dall'indipendenza | 1986 (abolita dalla Costituzione)                    |
| | Nauru              | Nessuna dall'indipendenza | 12 maggio 2016                                       |
| | Nuova Zelanda      | 17 febbraio 1957          | 1989                                                 |
| | Niue               | Mai                       |                                                      |
| | Palau              | Nessuna dall'indipendenza | 1994                                                 |
| | Papua Nuova Guinea | 1957                      | 2022                                                 |
| Fino al 2022: alto tradimento; pirateria; tentata pirateria; omicidio volontario.                                                                                             |                    |                           |                                                      |
| | Samoa              | 1950                      | 21 gennaio 2004                                      |
| | Isole Salomone     | Nessuna dall'indipendenza | 1978                                                 |
| | Tonga              | 1982                      |                                                      |
| Alto tradimento; omicidio. Pena di morte nelle Tonga. |                    |                           |                                                      |
| | Tuvalu             | Nessuna dall'indipendenza | 1978                                                 |
| | Vanuatu            | Nessuna dall'indipendenza | 1980                                                 |

## Cronologia di abolizione
| Anno di abolizione | Paese | Paesi per anno | Totale |
| ------------------ | --- | -------------- | ------ |
| 1863               | Venezuela | 1              | 1      |
| 1865               | San Marino | 1              | 2      |
| 1877               | Costa Rica | 1              | 3      |
| 1903               | Panama | 1              | 4      |
| 1906               | Ecuador | 1              | 5      |
| 1907               | Uruguay | 1              | 6      |
| 1910               | Colombia | 1              | 7      |
| 1928               | Islanda | 1              | 8      |
| 1949               | ( Germania come Germania Ovest) | 1              | 9      |
| 1956               | Honduras | 1              | 10     |
| 1962               | Monaco | 1              | 11     |
| 1966               | Rep. Dominicana | 1              | 12     |
| 1968               | Austria | 1              | 13     |
| 1969               | Città del Vaticano | 1              | 14     |
| 1972               | Finlandia | 1              | 15     |
| 1973               | Svezia | 1              | 16     |
| 1976               | Portogallo | 1              | 17     |
| 1978               | Danimarca Isole Salomone Tuvalu | 3              | 20     |
| 1979               | Kiribati Lussemburgo Nicaragua Norvegia                                                                                                   | 4              | 24     |
| 1980               | Vanuatu | 1              | 25     |
| 1981               | Capo Verde Francia | 2              | 27     |
| 1982               | Paesi Bassi | 1              | 28     |
| 1985               | Australia | 1              | 29     |
| 1986               | Isole Marshall Micronesia | 2              | 31     |
| 1987               | ( Germania come Germania Est) | 1              | 31     |
| 1988               | Haiti | 1              | 32     |
| 1989               | Cambogia Liechtenstein Nuova Zelanda | 3              | 35     |
| 1990               | Andorra Irlanda Mozambico Namibia ( Rep. Ceca come Cecoslovacchia) Romania São Tomé e Príncipe ( Slovacchia come Cecoslovacchia) Ungheria | 9              | 44     |
| 1991               | Croazia Macedonia del Nord Slovenia | 3              | 47     |
| 1992               | Angola Paraguay Svizzera | 3              | 50     |
| 1993               | Guinea-Bissau Seychelles | 2              | 52     |
| 1994               | Italia Palau | 2              | 54     |
| 1995               | Gibuti Mauritius ( Montenegro Serbia come Jugoslavia) Spagna Sudafrica                                                                    | 6              | 60     |
| 1996               | Belgio | 1              | 61     |
| 1997               | Nepal | 1              | 62     |
| 1998               | Armenia Azerbaigian Bulgaria Estonia Lituania Polonia Regno Unito                                                                         | 7              | 69     |
| 1999               | Canada Turkmenistan | 2              | 71     |
| 2000               | Costa d'Avorio Malta Ucraina | 3              | 74     |
| 2002               | Cipro Timor Est | 2              | 76     |
| 2004               | Bhutan Grecia Samoa Senegal Turchia | 5              | 81     |
| 2005               | Messico Moldavia | 2              | 83     |
| 2006               | Filippine Georgia | 2              | 85     |
| 2007               | Albania Kirghizistan Ruanda | 3              | 88     |
| 2008               | Uzbekistan | 1              | 89     |
| 2009               | Argentina Bolivia Burundi Togo | 4              | 93     |
| 2010               | Gabon | 1              | 94     |
| 2012               | Lettonia Mongolia | 2              | 96     |
| 2014               | Madagascar | 1              | 97     |
| 2015               | Figi Rep. del Congo Suriname | 3              | 100    |
| 2016               | Benin Nauru | 2              | 102    |
| 2017               | Guinea | 1              | 103    |
| 2019               | Bosnia ed Erzegovina | 1              | 104    |
| 2020               | Ciad | 1              | 105    |
| 2021               | Kazakistan Sierra Leone | 2              | 107    |
| 2022               | Papua Nuova Guinea Rep. Centrafricana | 2              | 109    |
| 2024               | Zimbabwe | 1              | 110    |